# Алан Симонсен
Алан Роденкам Симонсен (на датски: Allan Simonsen). Роден е на 15 декември, 1952 г. в Копенхаген) е бивш датски футболист и треньор. Печелил е наградата Златна топка на Европа през 1977 г.

## Кариера
На клубно равнище Симонсен е играл за датския Вайле БК, Борусия Мьонхенгладбах, ФК Барселона и Чарлтън Атлетик. Той е продаден от Барса през 1982 г., за да може отборът да закупи Диего Марадона. Причината е, че испанските отбори са били ограничени да имат определен брой чужди играчи. За изненада на всички Симонсен преминава във втородивионния английски тим на Чарлтън за 300 000 лири. Новият му отбор, обаче, не може да си позволи да изплаща заплатата на датската звезда и Симонсен е трансфериран отново. Този път той се връща във Вайле БК.
За датския национален отбор Симонсен прави 56 мача, в които вкарва 21 гола. Той остава и единственият футболист, успял да отбележи попадение във финалните срещи и на трите турнира за купата на Европа, на УЕФА и на носителите на национални купи.
След кариерата си като активен спортист, Симонсен работи като треньор на националните отбори на Фарьорските острови и Люксембург.